# Грен Арнольд Карлович
Арнольд Карлович Грен (30 серпня 1920, місто Рига, тепер Латвія — 4 листопада 2011, місто Таллінн, Естонія) — радянський естонський діяч, заступник голови Ради міністрів Естонської РСР, міністр закордонних справ Естонської РСР, президент Олімпійського комітету Естонії. Член ЦК КП Естонії (1951—1990). Кандидат у члени Бюро ЦК КП Естонії з 19 вересня 1952 по 11 лютого 1954 року. Депутат Верховної ради Естонської РСР 3-го і 5—11-го скликань. Депутат Верховної ради СРСР 4-го скликання.

## Життєпис
Народився в родині портового робітника міста Риги (Латвія), звідки його сім'я невдовзі переїхала до міста Раквере в Естонії. Закінчив початкову школу, а в 1940 році — гімназію в місті Раквере. У 1940 році вступив до Комуністичної спілки молоді Естонії.
У 1940 — січні 1941 року — інструктор Вірумаського повітового комітету Комуністичної спілки молоді Естонії.
У січні 1941 — 1942 року — курсант курсів молодших політруків Талліннського військово-піхотного училища РСЧА. З 1942 по 1947 рік служив на політичній роботі в Червоній армії, був заступником командира із політчастини 5-ї стрілецької роти 354-го стрілецького полку 7-ї Естонської стрілецької дивізії Калінінського фронту, потім старшим інструктором із організаційно-партійної роботи політичного відділу 118-ї Естонської гвардійської стрілецької дивізії. Учасник німецько-радянської війни.
Член ВКП(б) з 1942 року.
У 1947 році працював завідувачем відділу редакції журналу «Eesti Kommunist» («Комуніст Естонії»).
У 1947—1950 роках — слухач Вищої партійної школи при ЦК ВКП(б) у Москві.
У 1950 — березні 1953 року — відповідальний редактор центрального органу ЦК КП(б) Естонії газети «Rahva Hääl» («Голос народу»).
12 березня 1953 — 1 листопада 1958 року — заступник голови Ради міністрів Естонської РСР.
1 листопада 1958 — 24 лютого 1960 року — міністр освіти Естонської РСР.
Одночасно, в 1960—1966 роках — голова Федерації боротьби Естонської РСР.
24 лютого 1960 — 14 березня 1984 року — заступник голови Ради міністрів Естонської РСР.
Одночасно, 1 лютого 1962 — 11 березня 1990 року — міністр закордонних справ Естонської РСР.
У 1980 році був призначений віцепрезидентом Оргкомітету «Олімпіада-80» та головою оргкомітету з підготовки олімпійської регати в Таллінні. У 1985—1993 роках — голова Федерації лижного спорту Естонської РСР (Спілки лижного спорту Естонії).
14 січня 1989 — 1997 року — голова (президент) Олімпійського комітету Естонської РСР (Естонії). Очолював естонську делегацію на Олімпійських іграх у Барселоні (1992), Атланті (1996) та зимових Олімпійських іграх в Альбервілі (1992) та Ліллехаммері (1994). Також зусиллями Грена в Таллінні було збудовано Олімпійський центр та відновлено членство Естонії у Міжнародному олімпійському комітеті. У ці роки, одночасно з посадою президента Олімпійського комітету, обирався президентом естонського Союзу спорту, Союзу боротьби та Союзу лижного спорту Естонії.
З 1997 року став почесним президентом Олімпійського комітету Естонії.
Помер 4 листопада 2011 року в місті Таллінні. Похований на цвинтарі Рахумяе.

## Звання
- молодший політрук
- лейтенант
- гвардії капітан

## Нагороди
- орден Вітчизняної війни ІІ ст. (6.04.1985)
- п'ять орденів Трудового Червоного Прапора (1.03.1958; 27.09.1960; 1965; 1971; 1976)
- орден Дружби народів (1980)
- орден Червоної Зірки (19.04.1945)
- орден «Знак Пошани» (1950)
- медаль «За відвагу» (20.01.1943)
- медаль «За перемогу над Німеччиною у Великій Вітчизняній війні 1941—1945 рр.» (1945)
- медалі
- Срібний Олімпійський орден Міжнародного олімпійського комітету (2001)
- Державна премія Естонії в галузі культури, науки та спорту (лютий 2001)